# Bộ Cánh lợp
Embioptera hay bọ chân dệt là một bộ côn trùng bao gồm các loài côn trùng sống chủ yếu ở vùng nhiệt đới và cận nhiệt đới, chúng được xếp vào phân lớp Pterygota. Bộ này cũng từng được xem là Embiodea hoặc Embiidina. Tên gọi Embioptera ("cánh lợp") từ tiếng Hy Lạp, εμβιος, embios nghĩa là "lively" và πτερον, pteron nghĩa là "cánh". các loài trong bộ này có thể xuất hiệt đầu tiên vào kỷ Jura và có mặt nhiều trong hổ phách kỷ Creta.
Hơn 360 loài đã được miêu tả, cùng với khoảng 2000 loài hiện có. Có những tranh cãi về phân loại phát sinh loài của Embioptera, cho rằng bộ này được xếp thành một nhóm chị em với các bộ Zoraptera, và Phasmatodea, và vẫn có những điểm chưa thống nhất về độ chính xác của các phân loại này.
Các loài trong bộ này phân bố rộng khắp thế giới, trừ Nam Cực, trong khi độ đa dạng và mật độ cao nhất phân bố ở các vùng nhiệt đới.